# Anepitacta gaillardi
Anepitacta gaillardi är en insektsart som beskrevs av Roger Roy 1967. Anepitacta gaillardi ingår i släktet Anepitacta och familjen vårtbitare. Inga underarter finns listade i Catalogue of Life.